# Никовский, Андрей Васильевич
Андрей Васильевич Никовский (укр. Андрій Васильович Ніковський; 1885, Малый Буялык Херсонской губернии — 1942, Ленинград) — украинский общественный, политический деятель, активный член Товарищества Украинских прогрессистов (ТУП) и УПСФ, лингвист, литературовед, журналист.

## Биография

### Ранние годы
Андрей Никовский родился в 1885 году в селе Малый Буялык Херсонской губернии.
В 1912 году окончил Новороссийский университет. Был редактором либеральной газеты «Рада» (1913—1914), редактировал издания «Проминь» и «Основа», сотрудничал в изданиях «Світло», «Украина», «Украинское дело», «Степь», «Кооперативная заря», «Громада».
В годы Первой мировой войны работал в Комитете Всероссийского Земского союза Юго-Западного фронта.

### Политическая деятельность
Во время украинской независимости 1917—1920 годов близко сотрудничал с Сергеем Ефремовым, принимал активное участие в общественной и литературной жизни Украины. Вместе с Ефремовым работал в «Раде».
Видный деятель Украинской партии социалистов-федералистов. С февраля 1917 г. заместитель председателя Союза Украинских автономистов-федералистов.
В марте 1917-январе 1919 гг. был главным редактором еженедельника «Нова Рада». Активно включившись в строительство украинской государственности, Никовский был членом Центральной Рады и заместителем её председателя. В ноябре 1917 входил в состав Краевого Комитета по охране революции на Украине.
В 1918 году — первый председатель Украинского национального союза, выступавшего против немецкой оккупации.
Эмигрировал вместе с правительством УНР в Польшу, где в мае-ноябре 1920 года занимал пост министра иностранных дел в кабинете Вячеслава Прокоповича — последнем правительстве УНР.
В эмиграции в Тарнуве и Варшаве, сотрудничал в варшавской газете «Украинская трибуна».

### Научная деятельность
Вернувшись в 1924 году на Украину, посвятил себя исключительно научной — языковедческой и литературно-критической — работе.
Активно сотрудничал с ВУАН как член Комиссии по составлению словаря живого украинского языка и как член Историко-литературного общества. В 1925 году выступал с публичными докладами в Историко-филологическом отдела ВУАН о проблемах украинского литературного языка, о работе Б. Гринченко над словарём украинского языка, о языке в произведениях А. Олеся и других.
Одновременно с этим продолжал свою литературно-критическую деятельность, особенно проявившуюся ещё в 1919 году в книге критических очерков «Vita Nova» о его современниках, поэтах-новаторах Павле Тычине, Михайле Семенко, Якове Савченко и Максиме Рыльском.
С 1927 года участвовал в работе над изданием произведений Леси Украинки (под редакцией Б. Якубского) и писал вступительные статьи к изданиям И. Нечуя-Левицкого, О. Кобылянской, Т. Бордуляка, Квитки-Основьяненко, к украинскому изданию «Гамлета» Шекспира (1928) и другим. Переводил также произведения Гоголя, Джека Лондона и писал статьи к их украинским изданиям.

### Репрессии и гибель
Критикуемый официальной советской наукой как представитель «внутренней эмиграции» на Украине, был в 1929 году арестован вместе с Ефремовым и отдан под суд в 1930 году как один из предположительно руководителей Союза освобождения Украины.
Несмотря на всю абсурдность предъявленных ему на этом процессе обвинений, он «признался», что благосклонную рецензию на роман В. Пидмогильного «Город» написал с целью завербовать Пидмогильного в члены Союза. Был приговорен к смертной казни, заменённой на 10 лет заключения.
По окончании срока заключения (октябрь 1940) жил у дочери в Ленинграде. Умер в 1942 году в блокадном Ленинграде, место захоронения неизвестно.

## Сочинения
(под псевдонимом Ан. Яринович)
- Украинцы в Холмщине. Одесса: тип. Фесенко, 1911.
- Галичина в её прошлом и настоящем. М.: Задруга, 1915.
- До психології українофільства // Основа, 1915 — № 2. С. 130—137.
- Українська преса в Америці // «Книгар». Київ, 1917. Ч. 4.

(под своей фамилией)
- Vita nova. Київ: Друкар, 1919.
- Украинско-русский словарь. Горн, 1927.